# كيم جون سيوك (موسيقي)
كيم جون سيوك (من مواليد 31 مارس 1974)؛ هو مدير ومخرج موسيقى ورئيس لفرقة موفي كلوسر كوري جنوبي، وهو أستاذ في جامعة كوريا الوطنية للفنون.

## الحياة الشخصية
كيم متزوج من جيونغ سي-رين وهي أحد أعضاء فريقه وتشغل مديرة موسيقى بجانبه، حيث كشفت جيونغ عن انها متزوجة من كيم على حسابها على الإنستغرام، بصوره التقطتها الممثلة مون تشاي وون بينما كان الثلاثة معا في وجبة عشاء، نتيجة عمل الفريق على تأليف موسيقى زهرة الشر الذي كان من بطولة مون.

## فيلموغرافيا

### مسلسلات
قائمة المسلسلات التي قامت موفي كلوسر بإنتاج الموسيقى التصويرية، بقيادة كيم جون سيوك وجيونغ سي رين.

#### عام 2008
- SBS حبيبتي سيول
- SBS عاشق النجوم

#### عام 2009
- MBC الصديق، أسطورة لدينا

عام 2010
- SBS العملاق

#### عام 2011
- MBC العائلة الملكية

#### عام 2012
- MBC القمر الذي يحتضن الشمس
- MBC انا افعل انا افعل
- MBC طبيب الملك

#### عام 2013
- SBS جانغ أوك جونغ، تعيش بالحب
- MBC الفريق الطبي الأفضل

#### عام 2014
- KBS 2TV رجل كبير
- tvN حياة غير مكتملة
- KBS 2TV دراما خاصة - حب قبيح

#### عام 2015
- JTBC وقع في الحب مع سون جونغ
- SBS القناع (بقيادة جيونغ سي رين)
- MBC  لقد كانت جميلة

#### عام 2016
- tvN إشارة
- MBC زهور السجن
- MBC دبليو
- MBC امرأة مع حقيبة

#### عام 2017
- OCN النفق
- tvN الغابة السرية
- OCN أنقذني
- MBC طفال القرن العشرين
- MBC شرطيان
- MBC أنا لست روبوت

#### عام 2018
- SBS العودة
- tvN سيدي
- SBS فخامتك
- KBS 2TV جميل بشكل فظيع
- tvN أميري لمئة يوم
- MBC تيريوس ورائي
- tvN الغرفة 9 (بقيادة جيونغ سي رين)
- tvN النجم الأفضل يو بايك
- SBS كرامة الامبراطورة
- tvN ذكريات قصر الحمراء
- MBC الوقت (بقيادة جيونغ سي رين)

#### عام 2019
- MBC ايتم
- OCN اقتله
- tvN اعتراف
- OCN انقذني 2
- tvN سجلات أرثدال
- KBS 2TV العدالة
- tvN عندما ينادي الشيطان اسمك

#### عام 2020
- MBC اعثر علي في ذاكرتك
- MBC كونداي المتدرب
- tvN الغابة السرية 2
- tvN زهرة الشر
- JTBC الحياة الخاصة
- SBS السقيفة 1

#### عام 2021
- JTBC لن تعرف أبدا
- SBS بنتهاوس 2
- SBS بنتهاوس 3
- OCN كميرا

#### عام 2022
- tvN الطبيب الشبح
- tvN شهاب
- Disney + شبكة
- JTBC شخص واحد فقط (تركيب فقط)
- JTBC مطلع
- JTBC امرأة مصيبة
- tvN الحب في العقد
- tvN تحت مظلة الملكة
- MBC هل لي أن أساعدك
- SBS عربة الاسرار
- Netflix مجد الانتقام

#### عام 2023
- Netflix صانعة الملكات
- tvN احتيال مفيد
- SBS ديمون
- Netflix النجمة الشهيرة
- SBS الهاربون السبعة
- ENA يوم الاختطاف

### عام 2024
- JTBC ركود الطبيب
- SBS الهاربون السبعة: القيامة
- Disney + - التلاعب بالعقول
- SBS - اتصال
- tvN - اللاعب 2
- TVING - دونغجاي، الطيب أو اللقيط
- tvN - مات الابن (مسلسل حلقة واحدة)
- ENA - ناميب

### عام 2025
- Channel A - الساحرة
- tvN - أعز أعدائي
- JTBC - في انتظار كيونغ دو (بقيادة جيونغ سي-رين)
- tvN - مشروع السيد شين
- Prime Video - تزوجي زوجي (النسخة اليابانية)
- TVING - مرشح الصيف  (بقيادة كو بون-تشون و خمسة اعضاء من الفرقة)
- Netflix - قصر الشرق (بقيادة جيونغ سي-رين)

## اعضاء فريقه

### حالياً
- كو بون-تشون
- جو إن-رو
- شين يو-جين
- لي جيونغ-وون
- لي يون-جي
- كيم تاي-جين
- نوه يو-ريم
- سون سيونغ-راك
- كيم جيونغ-وان
- كانغ مين-جو
- يون هيون-جيوم
- هيو أون-جي
- هونغ إيون-جي
- جيون هاي-بين

### سابقون
- جيون سي-جين
- كيم هيون-دو
- كانغ مي-مي

## الجوائز
| عام  | الجوائز                                           | قطاع             | عمل حائز على جائزة | نتيجة |
| ---- | ------------------------------------------------- | ---------------- | ------------------ | ----- |
| 2009 | حفل توزيع جوائز تشونسا السابع عشر للأفلام         | جائزة الموسيقىين | التقط كينغ كونغ    | فوز   |
| 2009 | مهرجان جوائز جراند بيل السينمائي السادس والأربعين | جائزة الموسيقىين | زهرة متجمدة        | فوز   |
| 2010 | مهرجان جوائز جراند بيل السينمائي السابع والأربعين | جائزة الموسيقىين | حلم حافي القدمين   | فوز   |

## روابط خارجية
- كيم جون سيوك على موقع IMDb (الإنجليزية)